# EMBOSS
EMBOSS ist ein Akronym für European Molecular Biology Open Software Suite. EMBOSS ist ein freies Open-Source-Programmpaket des Europäischen Bioinformatik-Instituts (EBI). Es wurde speziell für Anwender aus den Bereichen der Molekularbiologie und der Bioinformatik entwickelt.
Die Software ist in der Lage, Daten und speziell Sequenzen in einer Vielzahl an verschiedenen Formaten zu verarbeiten.
Das Softwarepaket enthält umfangreiche Bibliotheken und dient als Plattform, die es auch anderen Wissenschaftlern erlaubt, Open-Source-Software zu entwickeln und zu veröffentlichen.